# Alpaida tuonabo
Alpaida tuonabo là một loài nhện trong họ Araneidae.
Loài này thuộc chi Alpaida. Alpaida tuonabo được Ralph Vary Chamberlin & Wilton Ivie miêu tả năm 1936.